# Gnophos talyshensis
Gnophos talyshensis là một loài bướm đêm trong họ Geometridae.